# Yuji Ide
Yuji Ide (în japoneză 井出 有治; n. 21 ianuarie 1975) este un pilot de curse auto de naționalitate japoneză, care a concurat în Campionatul Mondial de Formula 1 pentru echipa Super Aguri.

## Cariera în Formula 1
| Sezon | Echipă         | Număr puncte | Loc clasament general |
| ----- | -------------- | ------------ | --------------------- |
| 2006  | Super Aguri F1 | 0            | -                     |